# Ludwig II. von Mansbach
Ludwig von Mansbach (* um 1280 in Mansbach; † 1343 in Hersfeld) war als Ludwig II. von 1324 bis zu seinem Tod der 49. Abt der Reichsabtei Hersfeld.

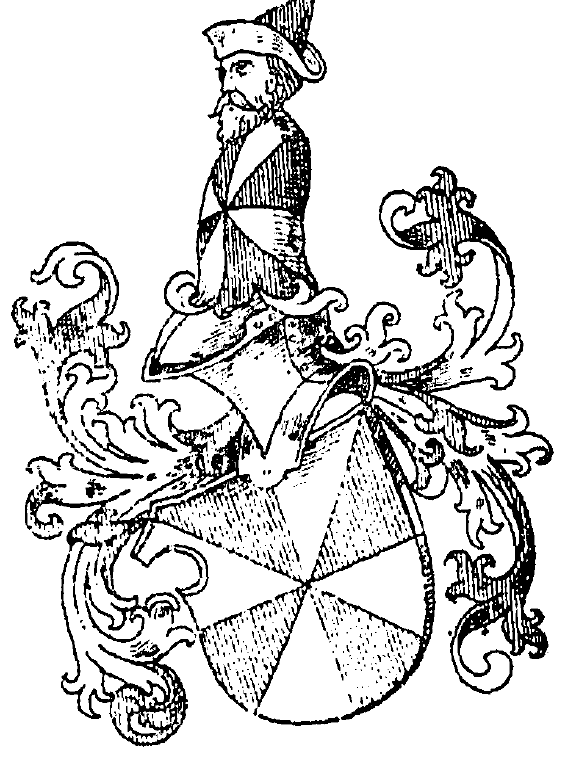
Wappen derer von Mansbach

## Herkunft
Ludwig stammte aus dem zur buchonischen Ritterschaft gehörenden Adelsgeschlecht derer von Mansbach. Dessen Stammsitz befand sich in Mansbach, einem heutigen Ortsteil der Gemeinde Hohenroda im osthessischen Landkreis Hersfeld-Rotenburg.

## Leben
Während Ludwigs Amtszeit setzten sich der um die Mitte des 13. Jahrhunderts nach dem Ende der Stauferdynastie einsetzende Machtverlust von Abt und Stift und die finanzielle Not der Abtei weiter fort. Dennoch begann Ludwig im Jahre 1328 mit dem Bau des Schlosses zu den Eichen in der Fuldaaue außerhalb der Stadt. Da die finanzielle Situation der Abtei sich erheblich verschlechterte, kam es dann vermutlich während der Amtszeit von Abt Johann II. von Elben (1343–1367) zum Stillstand des Baues, und die Burg wurde erst im Jahr 1372 unter Abt Berthold II. von Völkershausen vollendet.
Im November 1328 wurde Ludwig, dem Stadt und Konvent inzwischen feindselig gegenüber standen, gezwungen, vier Ministeriale des Stifts – Friedrich von Heringen, Friedrich von Mansbach, Apel von Haun und Johann von Romrod – auf zwei Jahre zu Vormündern des Abts und der Abtei zu bestellen, gegen deren Rat er nichts zu unternehmen versprach und denen er Land und Leute, Bürger und Ämter huldigen ließ. Der Stadt Hersfeld musste er die selbständige Regelung der Gewerbeangelegenheiten zugestehen.
Anfang 1332 verkaufte er den hersfeldischen Teil und die verbliebenen Rechte der Abtei in Arnstadt, den wertvollsten verbliebenen Besitz des Stifts außerhalb des Stiftsgebiets, an die Grafen von Schwarzburg; dabei nahm er die Hersfelder Rechte an dem Walpurgiskloster, einem wohl um die Wende vom 10. zum 11. Jahrhundert gegründeten Hersfelder Eigenkloster, davon jedoch ausdrücklich aus. Von 1336 bis zu seinem Tod war er zusätzlich Provisor der zwischen 1021 und 1024 gegründeten hersfeldischen Propstei Johannesberg etwa 2 km südlich von Hersfeld.
Um die Finanzen seiner Abtei nachhaltig zu verbessern, versuchte er 1341 über eine Heiligsprechung des in Hersfeld beigesetzten Bischofs Albuin von Büraburg lukrative Pilgerströme nach Hersfeld zu locken, indem über Wunderheilungen an dessen Grab berichtet wurde. Dabei wurde Albuin von Büraburg in plumper Weise als Alkuin von Saint-Martin de Tours in Tours und Kaplan Karls des Großen bezeichnet. Dieser Versuch blieb erfolglos.